# Boris Dubrovski
Boris Dubrovski (en ruso: Борис Дубровский; 8 de octubre de 1939-14 de agosto de 2023) fue un deportista soviético que compitió en remo.
Participó en los Juegos Olímpicos de Tokio 1964, obteniendo una medalla de oro en la prueba de doble scull. Ganó una medalla en el Campeonato Mundial de Remo de 1962 y tres medallas en el Campeonato Europeo de Remo entre los años 1963 y 1965.

## Palmarés internacional
| Juegos Olímpicos   | Juegos Olímpicos         | Juegos Olímpicos  | Juegos Olímpicos |
| Año                | Lugar                    | Medalla           | Prueba           |
| ------------------ | ------------------------ | ----------------- | ---------------- |
| 1964               | Tokio (Japón)            | Medalla de oro    | Doble scull      |
| Campeonato Mundial |                          |                   |                  |
| Año                | Lugar                    | Medalla           | Prueba           |
| 1962               | Lucerna (Suiza)          | Medalla de plata  | Doble scull      |
| Campeonato Europeo |                          |                   |                  |
| Año                | Lugar                    | Medalla           | Prueba           |
| 1963               | Copenhague (Dinamarca)   | Medalla de bronce | Doble scull      |
| 1964               | Ámsterdam (Países Bajos) | Medalla de oro    | Doble scull      |
| 1965               | Duisburgo (RFA)          | Medalla de plata  | Doble scull      |